# Bureau burkinabè des droits d'auteurs
Le Bureau Burkinabè des droits d'auteurs (BBDA) est un établissement public à caractère professionnel (EPP) qui a pour mission la protection et la gestion collective des droits d'auteur : droits des créateurs d’œuvres littéraires et artistiques, et des titulaires des droits voisins, qu'ils soient burkinabè ou étranger. 
Créé en 1985, le BBDA est doté d'une personnalité juridique et d'une autonomie financière et son siège social est situé à Ouagadougou.

## Projets

### AMA
Appui aux Membres Anciens est un fond créé pour soutenir les membres du BBDA qui ont plus de 15 ans d'expérience. Lors de la rentrée du Droit d'auteur en septembre 2016, au cours d'une soirée dénommée Nuit du Droit d'auteur, le Bureau Burkinabè des Droits d'Auteur avec à sa tête son tout nouveau directeur Walib Bara qui permet de récolter plus de 18 millions de franc CFA pour soutenir le fond AMA .

### CTIOLA
La Commission Technique d'Identification des Œuvres Littéraires et Artistique est une équipe technique mise en place par le Bureau Burkina du Droit d'Auteur en septembre 2016 afin d'examiner les œuvres déposées dans les catégories musique, dramaturgie, littérature, audiovisuelle, art graphique et plastique, chorégraphie. La CTIOLA a pour rôle de classifier selon les catégories les œuvres, après examen et de leur attribuer un coefficient de répartition des droits selon le genre.
Les membres sont choisis suivant des critères d'expertise pour un mandat de deux ans renouvelables.

### LeFonds de promotion culturelle
Le Fonds de Promotion Culturelle (FPC) est un fonds d'accompagnement destiné aux artistes membres du BBDA. Il soutient la création artistique et littéraire. La musique, la littérature, l'art graphique et plastique, le cinéma/audiovisuel, l'art dramatique (théâtre et chorégraphie) sont les catégories concernées par ce fond. 

## Bilan financier - Droits d'auteur
- 2019 : 313 178 911 F CFA pour 9 905 bénéficiaires,
- 2018 : 282 050 632 F CFA pour 10 097 bénéficiaires[5].

## Les directeurs
- 2023 - En cours : Dr Hamed dit Patindeba Patric LEGA[6],
- 2021 - 2023 : Samuel Garané[7],
- 2016 - 2021: Walib Bara[8],
- 2013 - 2016 : Adama Sagnon,
- 2003 - 2013 : Balamine Ouattara[9].

## Adhésion
Pour être détenteur de la carte de membre du Bureau burkinabè des droits d'auteurs et bénéficiers des avantages, il faut : 

### Les personnes physiques
L'adhésion des personnes physiques au BBDA requiert une demande d’admission, le bulletin de déclaration par œuvre, une photocopie légalisée de l’extrait d’acte de naissance ou de la pièce d’identité ou le passeport en cours de validité, deux photos d’identité, une adresse complète, un numéro de téléphone, plus la somme de 7500 FCFA ;

### Les Associations-Institutions-ONG
Quant-aux associations, organisations et institutions, elles doivent fournir une demande d’admission, bulletin de déclaration, un exemplaire des statuts ou du règlement intérieur, un récépissé de reconnaissance, une lettre de nomination du responsable, la liste des membres ou groupe d’association à joindre et 12500 FCFA comme frais d’admission définitive ;

### Les éditeurs personnes physiques
Une demande d’admission, bulletin de déclaration, un contrat de session d’édition musicale qui comporte au moins 10 titres qui sont déjà déclarés au BBDA, un extrait d’acte de naissance ou photocopie légalisée de la pièce d’identité, deux photos d’identités, un extrait d’enregistrement au régit du commerce, la justification de l’exploitation d’au moins 10 titres, 10500 FCFA pour les frais des dossiers d’admission, et un exemple d’une œuvre déjà éditée.

### Les sociétés d’éditeurs SA ou SARL
Pour les sociétés d'éditeurs, en plus des documents demandés aux éditeurs personnes physiques, ells doivent fournir la parution de la constitution de la société dans un journal de la place et 20 000 FCFA pour les frais d’adhésion.